# 유영규
유영규는 대한민국의 산업 디자이너이자 서울과 시애틀에 기반을 둔 디자인 스튜디오 클라우드앤코(Cloudandco)의 설립자로, 무인양품, 마이크로소프트, 월트디즈니, 코카콜라, 하라 켄야 등 다양한 글로벌 기업 및 디자이너들과 협업 및 해외 전시에 참여했다. 그의 작업은 뉴욕 쿠퍼휴잇 국립디자인박물관(Cooper Hewitt, Smithsonian Design Museum)에 영구 소장되었으며, 뉴욕 타임즈(The New York Times), 월페이퍼 매거진(Wallpaper*), 패스트컴퍼니(Fast Company) 등 다양한 매체에 소개되었다. 또한 그는 마이크로소프트에서 크리에이티브 디렉터로 재직하며 홀로렌즈(HoloLens)와 엑스박스(Xbox) 디자인에 참여했으며, "마이크로소프트의 미래를 이끄는 디자이너 4인"중 한 명으로 소개되었다. 그 외에도 영국 D&AD와 CES 이노베이션 어워드 심사위원으로 활동하며, 디자인 분야의 영향력 있는 역할을 맡고 있다. 이와 함께 세계적으로 권위있는. 프랑스 칸 라이언즈 Titanium Lion, 독일 iF 디자인 어워드 Gold, 미국 New York Festivals 제품 디자인 부문 Gold ,일본 굿 디자인 어워드 Best 100, 대한민국 디자인대상 대통령 산업포장 등 주요 국제 디자인상을 수상했다.

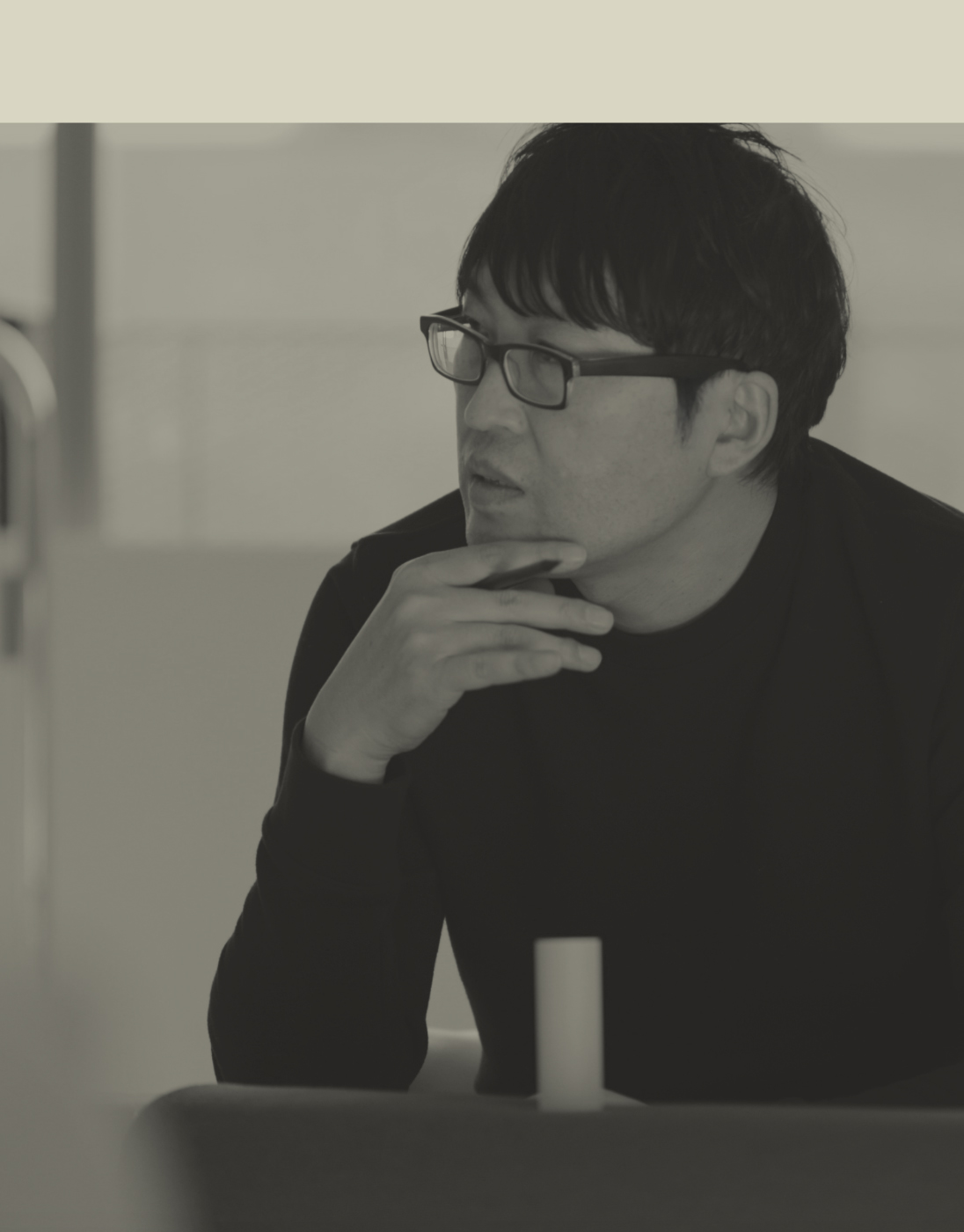

## 약력
유영규 (兪映圭, 본관: 기계(杞溪), 1971년 ~ )는  제주 출신으로, 효돈초등학교, 효돈중학교, 남주고등학교를 거쳐 제주대학교 산업디자인과를 졸업했다. 1997년 삼성전자 무선사업부 디자이너로 입사하여 활동을 시작했으며, 2004년에는 미국 오레곤주, 포틀랜드 나이키(Nike) WHQ에서 디자이너로 근무했다. 2006년 엘지전자에서 Chief Designer로 해외 특별채용을 통해 입사한 후, 2007년에는(36세) 아이리버 디자인 그룹의 총괄 디자인임원으로 근무하며 산업디자인, UX/UI, 그래픽디자인, 전시디자인, 매장디자인 등 통합 디자인을 관리했다.2008년에는 연세대학교 생활과학대 생활디자인학과 겸임교수로 활동하기도 했다.
2010년(39세), 유영규는 인탑스 김근하 대표와 함께 독립디자인 스튜디오인 클라우드앤코를 공동 설립하였으며, 무인양품, 월트디즈니, 마이크로소프트, 아우디 등 글로벌 기업의 디자인 컨설팅을 진행했다. 그가 디자인한 월드클락은 미국 쿠퍼휴잇 디자인뮤지엄에 영구소장 제품으로 선정되기도 했다. 2012년부터 2017년까지는 마이크로소프트에서 크리에이티브 디렉터로 활동하며 엑스박스 및 홀로렌즈 디자인에 참여했으며, 스토리 매거진에서 "마이크로소프트 미래를 이끄는 디자이너 4인"으로 소개되었다.

## 언론 및 디자인 전문가 평가
" 마이크로소프트의 미래를 이끄는 4명의 디자이너들 " - Microsoft Story
"유영규는 아시아적 디자인 철학인 ‘단순함과 비움’을 마이크로소프트 디바이스 팀에 접목시킨다." - 에밀리 알하데프(Emily Alhadeff)
“아이리버는 올해 C.E.S.에서 가장 인상적인 디자인을 선보였다. 한국의 이 기업은 나이키를 떠난 크리에이티브 디렉터 유영규의 지도 아래 최근 리브랜딩을 통해 새롭게 변신하였다. 우리가 목격한 모든 것 — 백색 전시 공간, 라이트 박스 디스플레이, 제품 포장, 그리고 세련된 제품들까지, 모든 요소가 눈길을 끌었다.” - 더뉴욕 타임스 (미국)
"Brilliant show!" – 조지 베일러리안 (George Beylerian, 미국 뉴욕 머티리얼 커넥션(Material ConneXion) 회장, 뉴욕 첫 개인전에서)
“유영규의 디자인은 굉장히 미니멀리즘적이어서 언제 봐도 감각이 씻기는 듯하다.” - 하라켄야 (일본,그래픽디자이너)
"클라우드앤코의 세련되고 아름다운 단순함.” - FastCompany (미국)
"혁신적인 창의성과 최신 기술을 능숙하게 활용하는 디자이너 유영규는 미호야 글래스의 뛰어난 장인들로부터 최고의 결과를 끌어냈다. 그의 프로젝트 주제는 '가장 전통적인 것과 가장 미래적인 것의 융합'이었다. 그의 디자인의 단순함은 미호야 글래스의 전문가들이 어려운 도전에 직면했을 때 더욱 영감을 받는 장인 정신과 결합되어, 관람객들에게 신선하고 혁신적인 디자인을 선보이게 되었다."  - Japan Creative

## 대표작

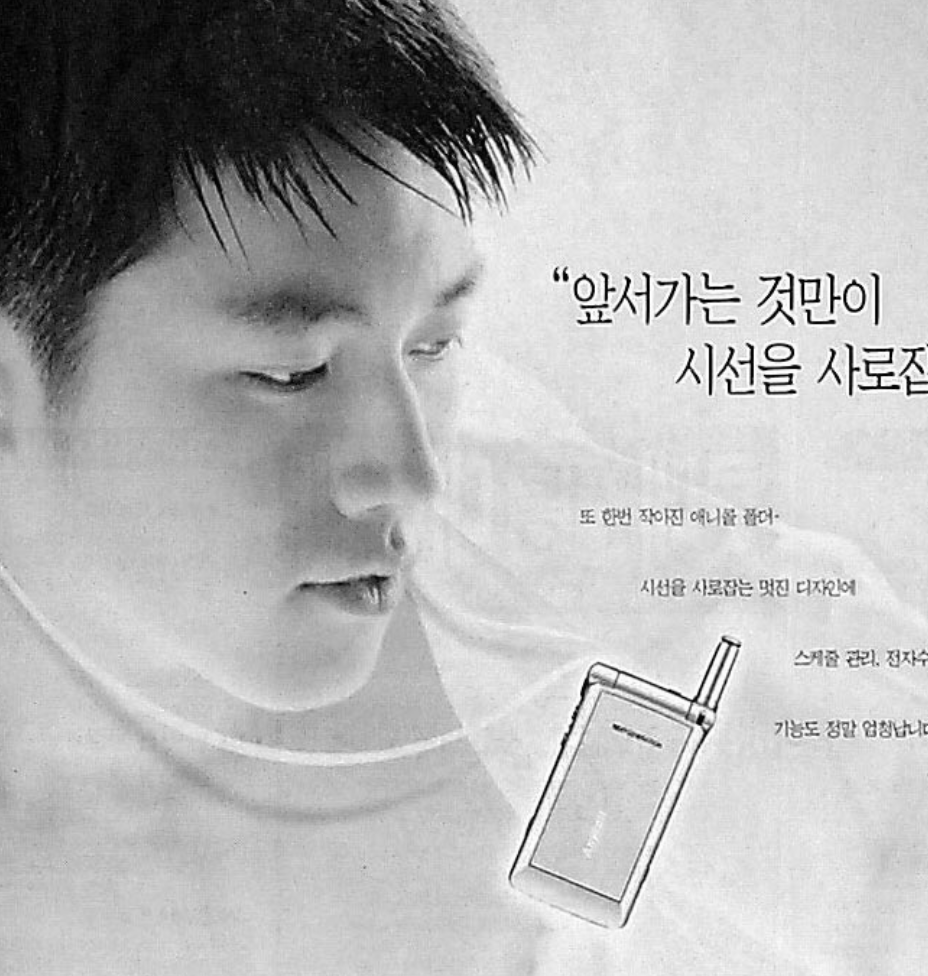
삼성 에니콜 Sch-a100

- 삼성 에니콜 Sch-a100삼성전자 SCH-A100 (일명 깍두기폰) - 1998
- 삼성전자 슬림폰 - 1999
- Nike Triax Vapor 300. - 2006
- 엘지전자 와인폰 1 - 2006
- 아이리버 DOMINO 시리즈 - 2008
- 아이리버 SPINN - 2008
- 아이리버 이북 - 2009
- 마이크로소프트 엑스박스 One S, X - 2013,2017
- 마이크로소프트 홀로렌즈 1, 2 - 2016

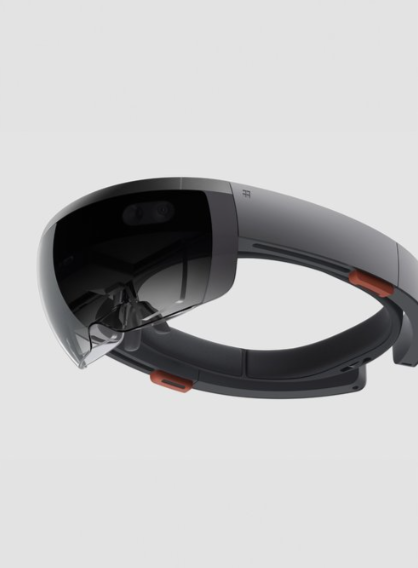
MS 홀로렌즈

- 11+ 병가습기 2012MS 홀로렌즈
- 11+ 월드클락 2012
- 라네즈 네오쿠션 시리즈
- 라네즈 워터뱅크 시리즈
- 닷 시각장애인용 닷 와치

## 국제전시
- 일본: The INSPIRATION: AGITATION (AXIS 갤러리)    참여디자이너:  KOHEI OKAMOTO(후지츠 ), YASUHIDE HOSODA(소니전자), YeongKyu YOO(클라우드앤코), NAOKI FUDETANI(파나소닉), YOSHIKI MATSUYAMA(미츠비시), JIN KURAMOTO(진구라모토 디자인 스튜디오)

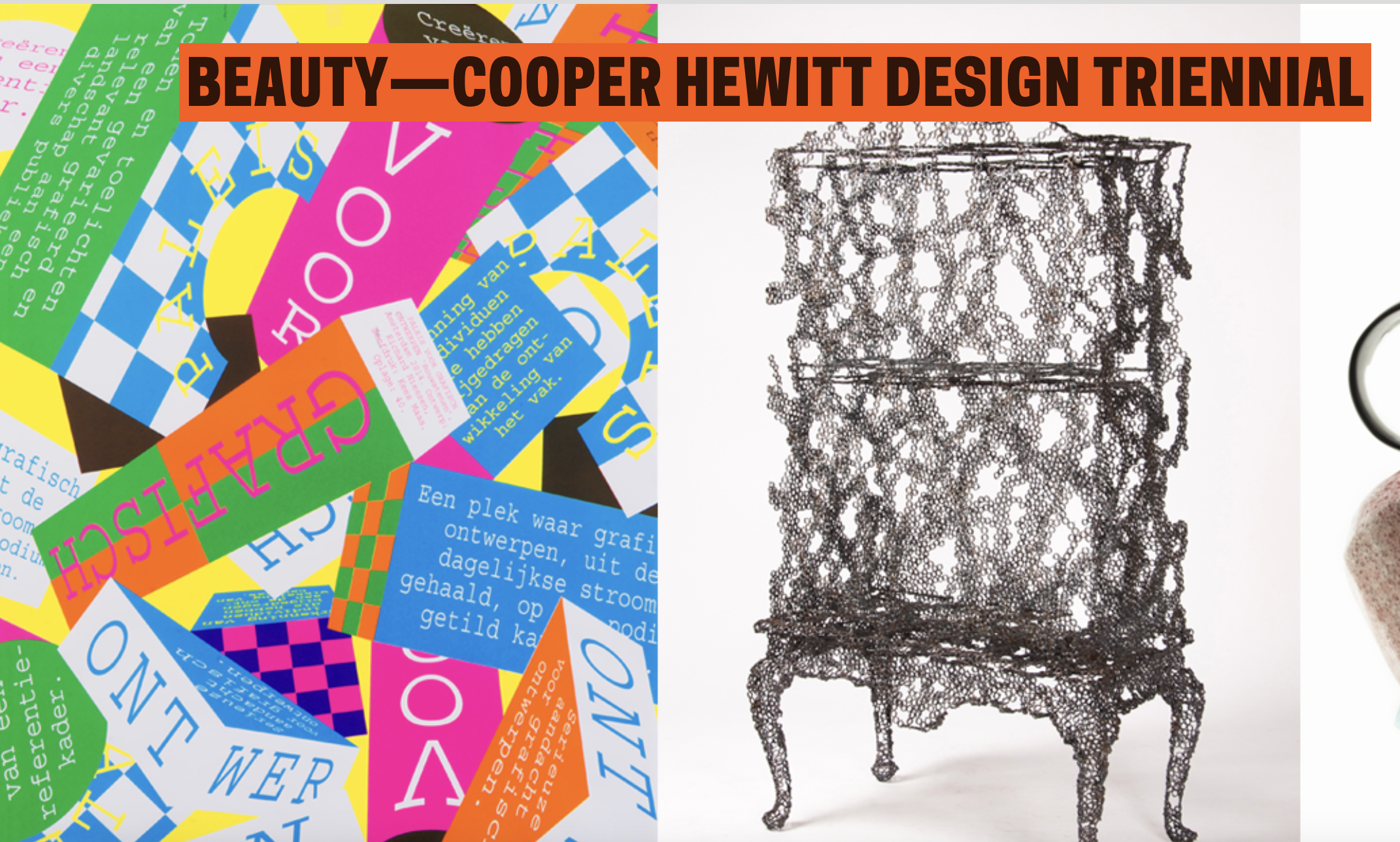
뉴욕 Cooper Hewitt Design 트레날레, Beauty전

- 뉴욕 Cooper Hewitt Design 트레날레, Beauty전미국: Cooper Hewitt Design 트레날레, Beauty전  2016년 'Beauty—Cooper Hewitt Design Triennial' 전시회는 디자인을 통해 아름다움의 다양한 형태를 탐구한 행사로, 63명의 전 세계 디자이너들이 참여했다. 이 전시회에서는 혁신적이고 창의적인 작품들이 소개되었으며, 디자인의 아름다움을 새로운 시각으로 탐색하는 기회를 제공했다.
- 영국: Muji Product Fitness 80: OFF Eco-plug
- 일본: Japan Creative: Simple Vision      Japan Creative의 첫 번째 전시는 여섯 개의 특산품 협업 프로토타입을 선보였다.  참여한 협업 디자이너는 다음과 같다. 오이겐(Oigen) × 재스퍼 모리슨(Jasper Morrison), 히노키 공예(Hinoki Kogei) × 피터 마리골드(Peter Marigold), 파이오니어(Pioneer) × 폴 콕세지(Paul Cocksedge), 미호야 글라스(Mihoya Glass) × 유영규(Yeongkyu Yoo),고베이가마(Koubei-gama) × 잉가 샘페(Inga Sempé) 이 전시는 일본 전통 공예와 현대 디자인이 결합된 창의적인 협업을 조명하는 자리였다.
- 일본: 무인양품 / Enjoy! ( ) Energy_ "OFF Eco-plug"
- 미국: 개인전 Less Than Noting - 뉴욕 머트리얼커넥션(Material ConneXion)

## 저서
- How things are made : 공동저자, 홍익대학교IDTC (권서영,김지훈,임상연). 안그라픽스, 2002How things are made (안그라픽스)

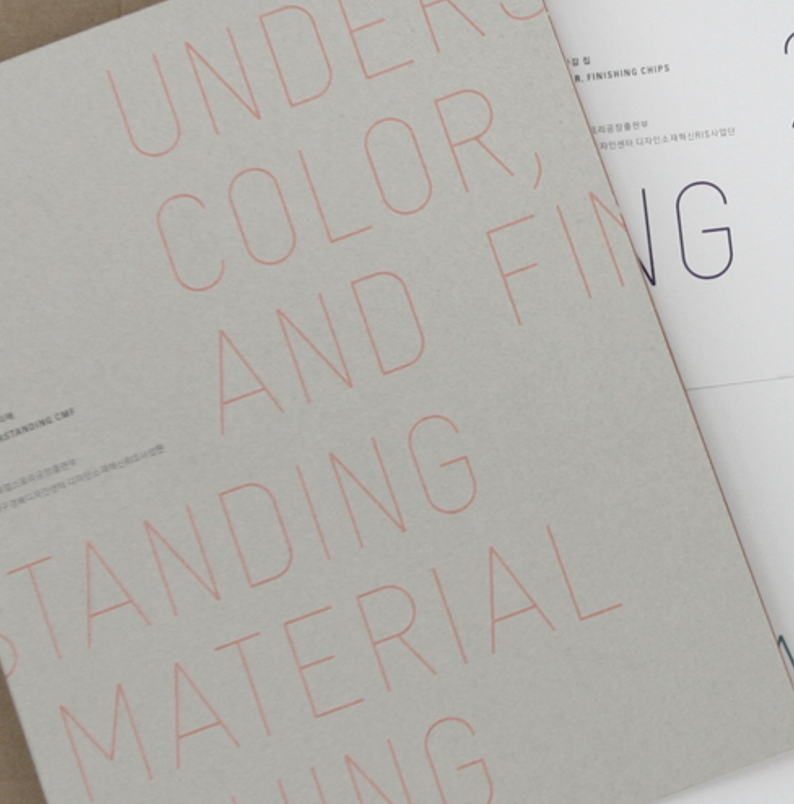
How things are made (안그라픽스)

- Spectrum: 100 Inspiring Material Collections. 공동저자, 홍익대학교IDTC (권서영,김지훈,임상연). 안그라픽스, 2003
- 색, 소재 그리고 마감, CMF BOOK: 공동저자 김선아, Chris Lefteri. 비쥬얼스토리 2010
- 라이카, 영감의 도구 : 공동저자, 박지호 ,아티스트 - 박찬욱,하시시박,김종관,백영옥,김동영,더 콰이엇. 아르테 2017

## 수상 내역
- 2023 Titanium Lion (칸 라이언즈, 프랑스)
- 2023 Gold Pencil /제품 디자인 (The One Club, 미국)
- 대통령 산업포장 /대한민국 디자인대상 (한국 2017)
- Graphite Pencil / 제품 디자인 (D&AD, 영국)
- Grand / 제품 디자인 (Clio Award, 미국)
- 2019 Gold Pencil / 사회적가치 & 제품 디자인 (The One Club, 미국)
- Gold Award / 패키지 & 제품 디자인 (New York Festivals, 미국)
- Graphite Pencil / 제품 디자인 (D&AD, 영국)
- Gold Cube / 제품 디자인 (ADC Awards, 미국)
- Black Pencil, Yellow Pencil, Graphite Pencil (D&AD, 영국, 3개 부문 수상)
- Good Design Best 100 (일본 굿 디자인 어워드, 일본)
- Gold Winner / 제품 혁신 (Clio Award, 미국)
- Gold / 제품 디자인 (Cannes Lions, 프랑스)
- Gold / 제품 디자인 (IF Design Award, 독일)
- Best of the Best (Red Dot Award, 독일)

## 국내 관련 기사
2024 제주 출신 유영규, CES 2025 혁신상 심사위원 선정
2023 하라 켄야 : 사상가가 된 디자이너, ‘유동의 시대’를 말하다
2022 인생의 피크는 65세… 행복이란, 하고 싶은 일이 있는 것!
2022 유영규 : 세계적 산업디자이너, “집요하지 않으면 수준을 높일 수 없다”
2021 산업디자이너 유영규가 말하는 "Less is More"
2020 한국 디자인의 빛나는 성취
2020 유니버설 디자인으로 점자에 대한 인식 바꾼 ‘닷’
2019  한국 디자인계의 빛나는 성취, 유영규
2018 현대홈쇼핑, 유영규 디자이너와 협업한 ‘오로타 냉풍기 Z’ 출시
2019 웅진코웨이, '베니스 디자인 2019'서 친환경 가치 확산 알려
2019 [아무튼, 주말] "MS社 홀로렌즈의 색감, 그 디자인 첫발은 제주 현무암"
2017 ‘O! Leica!? Das Wunder Werkzeug', 디자이너 유영규
2017 유영규의 디자인 - 아레나 옴므 플러스
2017 제주 출신 유영규 디자이너 올해의 디자인대상 산업포장
2016 관찰의 깊이 - 아레나 옴므 플러스
2016 단순함의 미학을 제품에 새기다 - 유영규(마이크로소프트 디자이너)
2016 [디자이너 소개] 유영규, 現 마이크로소프트 뉴 디바이스 크리에이티브 디렉
2015 유영규 마이크로소프트 크리에이티브 디렉터 - 마이크로소프트의 미래...
2012” Crazy idea" 극찬 제주워터 디자이너 알고 봤더니…
2009 아이리버, 일본 굿디자인 어워드 역대 최대 수상
2009 아이리버, 디자인 라운지 신촌점 리뉴얼 오픈
2009 아이리버 디자인 뉴욕 현대 미술관에 전시

## 해외 관련 기사
2024 Branding in Asia - Yeongkyu YOO - Co-Founder and Creative Director of ..
2023 Trend Hunter Connected Cat Activity Trackers : smart cat collar
2018 디자인밀크 Wallet.Type1 by Yeongkyu Yoo
2013 Fast Company The Elegant, Beautiful Simplicity Of Cloudandco
2024 트렌드헌터 AI Canine Health Collars : Cotons AI LifeTrack Collar
2022 Leibal Play Table
2014 디자인 밀크 Bottle Humidifier by Yeongkyu Yoo
2008 The New York Times     Consumer Electronics Show | iRiver's Comeback Kid
2015 WIRED This Humidifier Looks So Cool, You'll Forget It's a Humidifier
2014 Art4d 'Asia Talents 2014' x Yeongkyu YOO
2015 The Official Microsoft
Meet four people helping to design the future of Microsoft
2022 Design Burger. YeongKyu Yoo
2012 ELLE DECOR Japan - Interview
2022 Designboom. cloudandco presents modern multifunctional ping pong table
2006 Art4d 매거진 Feature Interview : The point of view of creative people from the industrial design society:
2006 Matter 매거진 : Material connexion : Reimagines emotional objects by Yeongkyu YOO

## 강연
- Creative Roundtable Talk : Microsoft - Redmond (미국)
- Design 강연 - 공과대학, 서울대학교
- 강연 - 제주대학교
- Design 강연 - 아모레퍼시픽 디자인 센터
- Design 강연 - 코웨이 디자인 센터
- 초청강연 - 텐센트 디자인 위크 (중국)  Timeless, Beautiful Simplicity in Design Evolution
- Design 강연 - 원플러스 디자인 센터 (중국)

## 국제 심사
- 2018 영국 D&AD: 디자인 및 아트 디렉션
- 2025 미국 CES® 혁신상